# Epomophorus gambianus
Epomophorus gambianus је врста сисара из реда слепих мишева и породице велики љиљци.

## Распрострањење
Ареал врсте Epomophorus gambianus обухвата већи број држава.
Врста има станиште у Етиопији, ДР Конгу, Сенегалу, Судану, Малију, Нигеру, Нигерији, Камеруну, Бенину, Буркини Фасо, Централноафричкој Републици, Чаду, Обали Слоноваче, Гани, Гвинеји Бисао, Либерији, Сијера Леонеу и Тогу.

## Станиште
Станишта врсте су шуме, мочварна подручја и саване.

## Угроженост
Ова врста је наведена као последња брига, јер има широко распрострањење и честа је врста.